# Nicolina Vaz de Assis
Nicolina Vaz de Assis Pinto do Couto (Campinas, 1874 -- Río de Janeiro, 1941) fue una escultora brasileña.
Inició sus estudios en la Escuela Nacional de Bellas Artes de Río de Janeiro (en portugués: Escola Nacional de Belas Artes), donde ingresó en 1897, y tuvo como maestro a Rodolfo Bernardelli.
Ganó una bolsa de estudios del Pensionato Artístico do Estado de São Paulo que le permitió viajar a París y su permanencia en la capital francesa de 1904 a 1907 , donde continuó trabajando en el perfeccionamiento de su arte. Ingresó en la Académie Julian donde recibió clases de Alexandre Falguière, Denys Puech, Maeder y Sueve.
Durante su estancia en Francia, sus obras fueron admitidas en el Salón de París. En Brasil participó con asiduidad en los salones organizados por la Escola Nacional de Belas Artes entre 1899 y 1935. En 1911 se casó don el escultor portugués Rodolfo Pinto do Couto.
En 1950, la dirección del Museo Nacional de Bellas Artes de Brasil (en portugués: Museu Nacional de Belas Artes) realizó en homenaje a la ilustre escultora una exposición póstuma de sus obras. 
Entre sus obras destaca la fuente monumental de la plaza Júlio Mesquita de São Paulo. 23°32′26″S 46°38′34″O / -23.54056, -46.64278